# Sillus dubius
Sillus dubius är en spindelart som först beskrevs av Arthur M. Chickering 1937.  Sillus dubius ingår i släktet Sillus och familjen spökspindlar.
Artens utbredningsområde är Panama. Inga underarter finns listade i Catalogue of Life.